# Odprto prvenstvo Francije 2012
Odprto prvenstvo Francije 2012 je teniški turnir za Grand Slam, ki je med 27. majem in 11. junijem 2012 potekal v Parizu.

## Moški posamično
Rafael Nadal :  Novak Đoković 6–4, 6–3, 2–6, 7–5

## Ženske posamično
Marija Šarapova :  Sara Errani, 6–3, 6–2

## Moške dvojice
Maks Mirni /  Daniel Nestor :  Bob Bryan /  Mike Bryan, 6–4, 6–4

## Ženske dvojice
Sara Errani /  Roberta Vinci :  Marija Kirilenko /  Nadja Petrova, 4–6, 6–4, 6–2

## Mešane dvojice
Sania Mirza /  Mahesh Bhupathi :  Klaudia Jans-Ignacik /  Santiago González, 7–6(7–3), 6–1